# Loeng Nok Tha (huyện)
Loeng Nok Tha (tiếng Thái: เลิงนกทา) là một huyện của tỉnh Yasothon ở đông bắc Thái Lan. Loeng Nok Tha town, trung tâm hành chính của huyện, cự ly 69 km so với Mueang Yasothon, và khoảng 600 km so với Bangkok.

## Lịch sử
Loeng Nok Tha được lập làm một tiểu huyện (king amphoe) thuộc Amnat Charoen ở tỉnh Ubon Ratchathani vào ngày 1 tháng 9 năm 1937. Lúc đo đơn vị này gồm 3 tambon Kut Chiang Mi, Bung Kha và Som Pho.
Ngày 1 tháng 11 năm 1947, Loeng Nok Tha đã được nâng cấp thành huyện (amphoe) thuộc tỉnh Ubon Ratchathani. Khi Yasothon được lập làm tỉnh năm 1972, Loeng Nok Tha là một trong những 6 huyện chuyển vào tỉnh này..

## Địa lý
Các huyện giáp ranh (từ phía bắc theo chiều kim đồng hồ) là: Nong Sung, Nikhom Kham Soi, Don Tan  của tỉnh Mukdahan, Chanuman, Senangkhanikhom của tỉnh Amnat Charoen, Thai Charoen, Kut Chum của tỉnh Yasothon, và Nong Phok của tỉnh Roi Et.

## Hành chính
Huyện này được chia thành 10 phó huyện (tambon), bao gồm 143 làng (muban).
| 1. Bung Kha (บุ่งค้า) 2. Sawat (สวาท) 3. Hong Saeng (ห้องแซง) 4. Sammakkhi (สามัคคี) 5. Kut Chiang Mi (กุดเชียงหมี) | 1. Sam Yaek (สามแยก) 2. Kut Hae (กุดแห่) 3. Khok Samran (โคกสำราญ) 4. Sang Ming (สร้างมิ่ง) 5. Si Kaeo (ศรีแก้ว) |